# Wuzhouhua
Wuzhouhua is de verzamelnaam van de Zuidelijke Wu-dialecten in de prefectuurstad Taizhou in de provincie Zhejiang. 
- Sino-Tibetaanse talen
  - Chinese talen
    - Wu
      - Wuzhouhua

## Gebieden waar Wuzhouhua wordt gesproken
- Jinhua 金华市
- Lanxi 兰溪
- Pujiang 浦江
- Yiniao 义乌
- Dongyang 东阳
- Pan'an 磐安
- Yongkan 永康
- Wuyi 武义
- Jiande 建德